# Zhang Shichuan
Zhang Shichuan (張石川T, 张石川S, Zhāng ShíchuānP, Chang Shih-ch'uanW) (Ningbo, 1º gennaio 1890 – 8 luglio 1954) è stato un regista, produttore cinematografico e imprenditore cinese, considerato uno dei padri del cinema cinese.

## Biografia
Insieme a Zheng Zhengqiu produsse il primo film cinese, The Difficult Couple, nel 1913, e cofondò la Mingxing Film Company nel 1922, che divenne la più grande società produttrice di film in Cina sotto la guida di Zhang.
Zhang diresse circa 150 film nella sua carriera, incluso Laborer's Love (1922), il primo film completo che è sopravvissuto; Orphan Rescues Grandfather (1923), uno dei primi successi ai cinema cinesi; The Burning of the Red Lotus Temple (1928), il primo film di arti marziali; e Sing-Song Girl Red Peony (1931), il primo film sonoro cinese.
Dopo la distruzione della società Mingxing nel corso dei bombardamenti del 1937 durante l'occupazione di Shanghai, Zhang Sichuan cominciò a fare film per la China United Film Production Company (Zhonglian) nella Shanghai occupata dai giapponesi, che lo ha portato ad essere accusato di tradimento, dopo la resa del Giappone nel 1945. Non si riprese più dall'umiliazione, e morì nel 1954.